# 扬·瓦茨拉夫·沃日谢克
扬·瓦茨拉夫·胡果·沃日谢克（捷克語：Jan Václav Hugo Voříšek；1791年5月11日—1825年11月19日），波西米亚作曲家，钢琴家。九岁时就在家乡公开演出，后来到布拉格师从托马谢克。1813年移居维也纳，结识了贝多芬和胡梅尔，并与舒伯特成为至交好友。1822年进入宫廷任职，后不幸因肺结核英年早逝。他的作品数量不多，但质量颇高，对舒伯特的钢琴音乐有较大影响，目前正得到越来越多的关注。

## 外部連結
- 扬·瓦茨拉夫·沃日谢克的免费乐谱，由国际乐谱典藏计划提供